# 동국대학교 전산원
동국대학교 전산원은 서울특별시 중구에 있는 학점은행제 평생교육기관이다. 1975년 학교법인 동국대학교에서 설립하여, 1998년 교육부로부터 학점은행제 시행교육기관으로 지정 인가를 받았다. 4년제 정규대학과 동일한 학사학위를 취득할 수 있는 학위과정으로 10개 전공을 운영중이다. 현재는 듀이카로 개명을 완료하였다고 한다.

## 학원 연혁
- 1975년 2월 : 서울시 교육위원회 인가(정보처리 2년 전문과정)
- 1977년 1월 : 국가기술자격법에 의거 정보처리기사 2급 응시자격 취득
- 1998년 2월 : 교육부로부터 학점은행제 시행교육기관으로 지정
- 2002년 12월 : 교육부로부터 학사 3년 과정 인가

## 개설 전공
- 컴퓨터공학과
- 정보보호학과
- 멀티미디어학과
- 경영학과
- 광고학과
- 사회복지학과
- 행정학과
- 영화학과
- 심리학과
- 경영학과(주말)
- 행정학과(주말)
- 컴퓨터공학과(주말)
- 관광경영학과(주말)
- 심리학과(주말)